# 榆林街道 (新抚区)
榆林街道，是中华人民共和国辽宁省抚顺市新抚区下辖的一个乡镇级行政单位。

## 建置沿革
- 民国三十七年（1948年）10月31日，抚顺解放后，榆林属东公园地区。
- 1957年12月，成立东大院街道。
- 1960年4月，撤销榆林街道，成立东公园公社。
- 1978年8月，卫东公社革委会改为榆林街道。
- 2019年11月29日，撤销东公园街道，将其所辖行政区域划归榆林街道管辖。[2]

## 行政区划
榆林街道下辖以下地区：
榆林路社区、新阳社区、万新社区、新东社区、新林社区、万新村和榆林村。